# Erithacus
Erithacus là một chi chim trong họ Muscicapidae.

## Các loài
- Erithacus rubecula: Oanh châu Âu

### Chuyển đi
- Oanh Nhật Bản, Erythacus akahige = Larvivora akahige;
- Oanh Lưu Cầu, oanh Ryukyu Erythacus komadori = Larvivora komadori.

## Hình ảnh

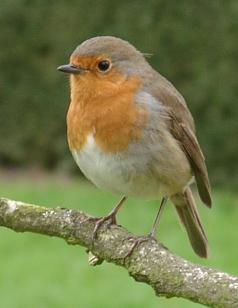
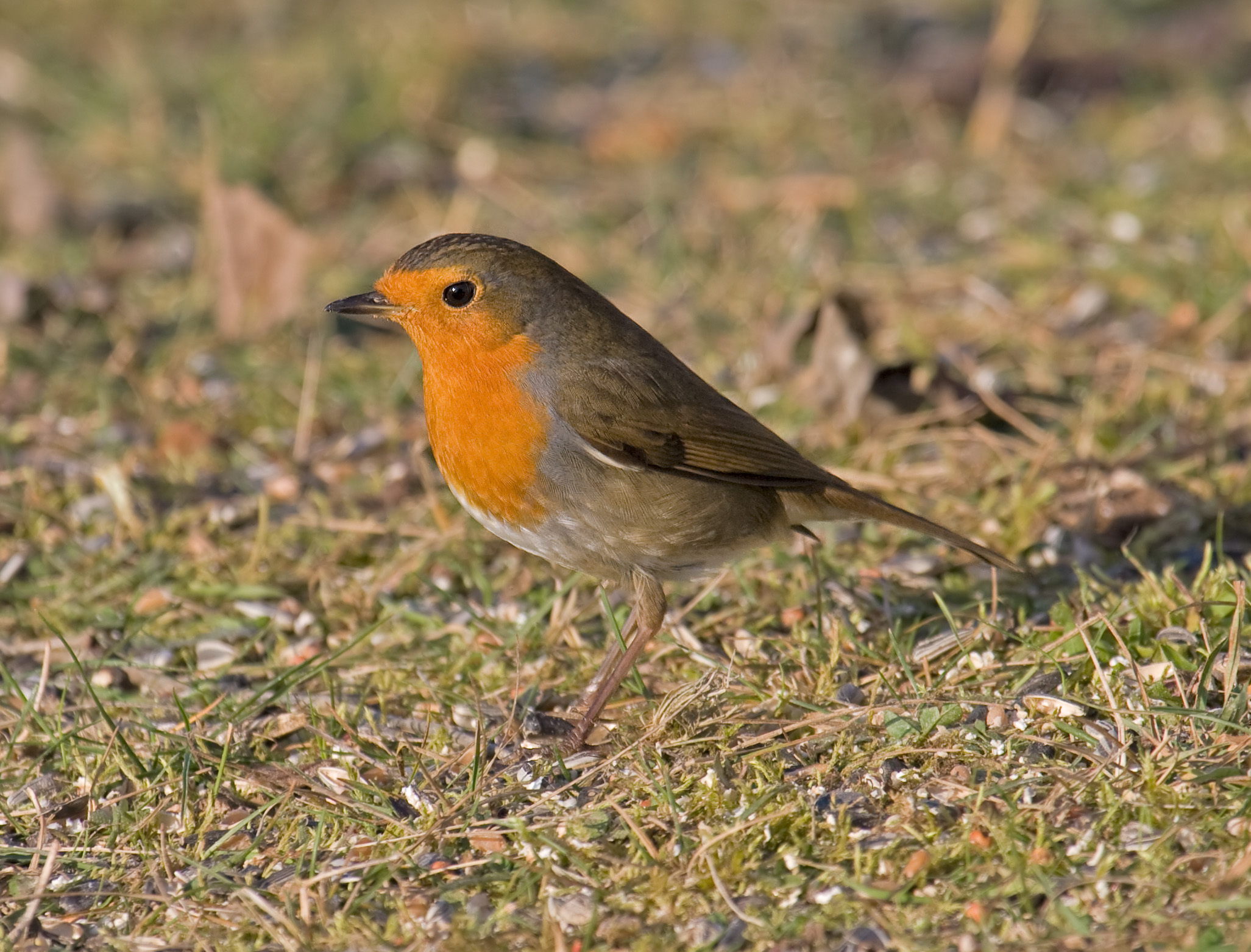
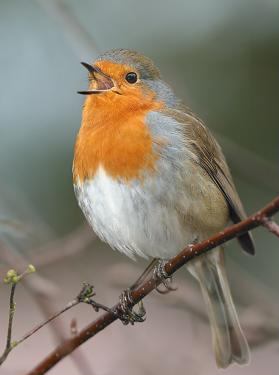
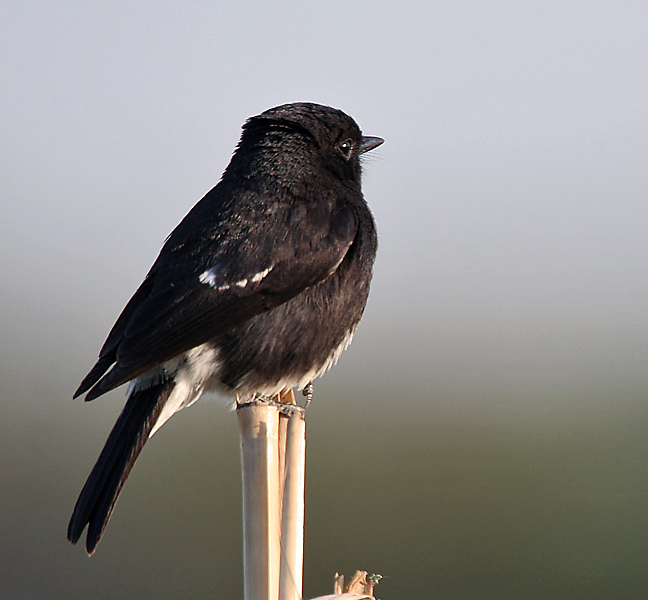
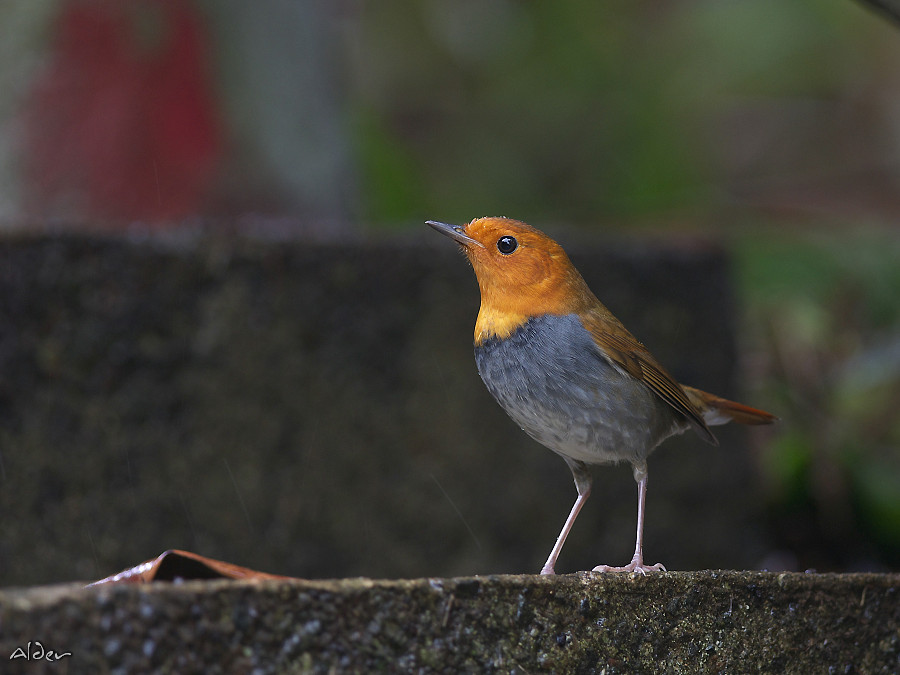